# São João da Barra (kommun)
São João da Barra är en kommun i Brasilien.   Den ligger i delstaten Rio de Janeiro, i den sydöstra delen av landet, 1 000 km sydost om huvudstaden Brasília. Antalet invånare är 32 767.
Följande samhällen finns i São João da Barra:
- São João da Barra

Omgivningarna runt São João da Barra är huvudsakligen savann. Runt São João da Barra är det ganska glesbefolkat, med 29 invånare per kvadratkilometer.